# SG Empor Pankow
Die SG Empor Pankow 49 e. V. ist ein deutscher Sportverein, der in der Vergangenheit in Ost-Berlin im Fußball und Handball zeitweilig in den höchsten Ligen der Stadt vertreten war.

## Porträt
Die SG Empor Pankow 49 e. V. kann in ihrer Geschichte bis in das Jahr 1893 zurückblicken. Am 1. April 1893 gründete sich in Niederschönhausen, heute zum Berliner Bezirk Pankow gehörend, der BFCC Rapide Niederschönhausen 1893. 1927 in BFC Rapide umbenannt, bestand der Verein bis 1945.
Nach dem Ende des Zweiten Weltkriegs wurde der BFC Rapide auf Betreiben der Besatzungsmächte wie alle Sportvereine in Berlin aufgelöst. Um den Sportbetrieb weiter aufrechterhalten zu können, wurde die Bildung von lose organisierten Sportgruppen (SG) zugelassen. Als Ersatz für den BFC Rapide gründete sich noch 1945 die SG Niederschönhausen, die zunächst nur mit Fußball in Erscheinung trat. Ab Oktober 1945 beteiligte sie sich an der Fußballmeisterschaft im Berliner Abschnitt Nord und spielte ab 1946/47 in der zweitklassigen Amateurliga Berlin. Im Juni 1949 nahmen die Niederschönhausener wieder den historischen Namen Rapide an und traten nun als SG Rapide Niederschönhausen an.
Im Sommer 1950 wurden wegen der Einführung des Vertragsspielersystems durch den Verband Berliner Ballspielvereine auf Veranlassung des Deutschen Sportausschusses die Ost-Berliner Fußballmannschaften aus dem Gesamt-Berliner Ligen abgezogen und in das DDR-Ligensystem eingegliedert. Die SG Rapide wurde der Landesklasse, der höchsten Ost-Berliner Spielklasse und der 3. Liga im DDR-Fußball, zugeordnet. Nach Einführung der Bezirksligen infolge der Abschaffung der Länder in der DDR spielten die Niederschönhausener 1952/53 in der Bezirksliga Berlin. Anfang des Jahres 1953 wurde die SG Rapide in eine Betriebssportgemeinschaft (BSG) umgewandelt, erhielt die örtliche Handelsorganisation (HO) als Trägerbetrieb und folglich den Namen „BSG Empor Pankow“. Das erweiterte Sportangebot (u. a. Tennis) wurde über einzelne Sektionen organisiert. Die Fußballer der BSG Empor schafften den Klassenerhalt in der Bezirksliga nicht und musste von der Saison 1953/54 an in der viertklassigen Bezirksklasse Berlin antreten. Dort konnten sie sich auch nur drei Spielzeiten lang halten, ehe sie 1956 für vier Jahre in die dritte Ost-Berliner Liga, die 1. Fußballklasse, versanken. Zwischen 1961 und 1966 spielte die BSG Empor nochmals in der Stadtklasse, ehe nach dem erneuten Abstieg die Sektion Fußball 1967 aufgelöst wurde.
Inzwischen war die BSG Empor seit 1963 durch weitere Sportsektionen erweitert worden, es wurden nun die Sportarten Gymnastik, Handball, Kegeln und Tennis angeboten. In den 1970er Jahren kamen noch die Sektionen Leichtathletik, Radfahren, Tischtennis und Volleyball hinzu. Zu dieser Zeit machte die Sektion Handball durch ihre Nachwuchsarbeit von sich Reden, zeitweise waren bis zu 18 Mannschaften im Wettkampfbetrieb. Die Frauenmannschaft spielte von 1977 bis 1988 in der Handball-Bezirksliga Berlin. Im DDR-weiten FDGB-Handballpokal erreichten die Empor-Frauen 1980 und 1981 die 2. Hauptrunde. Die spätere Handballweltmeisterin Evelyn Hübscher begann ihre Karriere bei der BSG Empor ebenso wie die Nationalspielerin Cordula Davis. Zur Sektion Handball gehörte auch Herbert Schulz, einer der bekanntesten Schiedsrichter in der DDR-Handballoberliga. Die Sektion Radsport machte vor allem das Radwandern in Ost-Berlin populär. 1977 erzielte sie im Wettbewerb von 23 Radwandersektion in der DDR die meisten Fahrtkilometer.
Infolge der wirtschaftlichen Veränderungen nach der politischen Wende von 1989/90 brach 1990 das System der Betriebssportgemeinschaften in der DDR zusammen, andererseits war wieder die Bildung von eingetragenen Vereinen möglich. Mitglieder der BSG Empor nutzten dies, um die BSG in die Sportgemeinschaft Empor Treptow 49 e. V. umzuorganisieren. Das Sportprogramm wurde auf die Abteilungen Handball, Turnen und Volleyball reduziert. Die Handballabteilung musste 2013 aufgelöst werden und die Volleyballer mussten ihre Aktivitäten auf den Freizeitsport reduzieren.